# Lynley Hannen
Lynley Joye Hannen (Dunedin, 27 de agosto de 1964) es una deportista neozelandesa que compitió en remo. Su esposo, William Coventry, compitió en el mismo deporte.
Participó en los Juegos Olímpicos de Seúl 1988, obteniendo una medalla de bronce en la prueba de dos sin timonel.

## Palmarés internacional
| Juegos Olímpicos | Juegos Olímpicos     | Juegos Olímpicos  | Juegos Olímpicos |
| Año              | Lugar                | Medalla           | Prueba           |
| ---------------- | -------------------- | ----------------- | ---------------- |
| 1988             | Seúl (Corea del Sur) | Medalla de bronce | Dos sin timonel  |